# Halalaimus scleratus
Halalaimus scleratus är en rundmaskart som beskrevs av Timm 1952. Halalaimus scleratus ingår i släktet Halalaimus och familjen Oxystominidae. Inga underarter finns listade i Catalogue of Life.